# Crête des Orangers
Pour les articles homonymes, voir Les Orangers.
La crête des Orangers est une crête de l'île de La Réunion, département d'outre-mer français dans le Sud-ouest de l'océan Indien. Partie du massif du Piton des Neiges, elle est située dans la section du cirque naturel de Mafate qui relève de la commune de Saint-Paul. Orientée nord-sud, elle culmine à 1 360 mètres d'altitude.